# 산화 바륨
산화 바륨(영어: Barium oxide)은 중토(重土) 또는 바리타라고도 불린다. 산화 바륨은 습기를 잘 흡수하는 불연성의 화합물이다. 입방 구조를 가지고 있으며 음극선관, 크라운 유리, 촉매 등에 사용된다. 인간의 피부에 해롭고 많은 양을 삼켰을 경우에는 자극을 일으킬 수 있다. 산화 바륨의 양이 과다하면 사망에 이를 수 있다. 바륨을 콜라, 카본 블랙 또는 타르로 가열하거나 질산 바륨의 열분해로 생성한다. 공기 중에서 가열하면 과산화 바륨이 되며, 800°C 이상에서는 다시 산화 바륨이 된다. 물과 반응하면 다량의 열을 내고 수산화 바륨이 된다.

## 용도
바륨은 예를 들어서 음극선 튜브에 있는 뜨거운 음극의 코팅으로 사용된다. 산화 바륨은 광학적인 크라운 유리 생산과 같은 특정 종류의 유리 생산에서 산화납(Ⅱ)을 대체해 사용된다. 수산화 바륨의 제조 원료로서 사용된다. 그리고 각각 산소, 이산화탄소를 반응시키면 수산화 바륨, 탄산 바륨이 된다. 산화 바륨은 150 ~ 200 °C 사이에 발생하는 산화 에틸렌과 알코올의 에톡시화 촉매로서도 사용된다. 또한, 열변동을 통한 순수한 산소의 공급원이며, 과산화 이온의 형성에 의해 쉽게 과산화 바륨으로 산화된다. 산화 바륨에서 과산화 바륨으로의 완전한 과산화 현상은 적당한 온도에서 발생하지만 고온에서 산소분자의 엔트로피가 증가하면 온도가 1175K에 도달하면 과산화 바륨이 산소와 산화 바륨으로 분해된다. 이 반응은 20세기에 공기 분리 방법이 개발되기 전까지 산소를 대규모 생산하는 방법으로 사용되었다. 이 방법은 발명가인 브린의 이름을 따 명명되었다.

## 생성
산화 바륨은 탄산 바륨을 가열하여 생성된다. 또한, 질산 바륨의 열분해로 생성될 수도 있다. 마찬가지로, 다른 바륨염의 분해를 통해 생성되는 경우도 있다.
2Ba + O2 → 2BaO
BaCO3 → BaO + CO2

## 위험성
산화 바륨은 자극성 물질이다. 만일 피부나 눈에 닿거나 흡입한다면 고통과 홍조를 유발하며, 섭취를 하면 더더욱 위험할 수 있다. 메스꺼움, 설사, 근육 마비, 심장 부정맥 등의 증상을 유발할 수 있으며, 심한 경우 사망에까지 이를 수도 있다. 만일 섭취했을 경우에는 즉시 의사에게 가야 한다. 바륨류는 수생 생물들에게도 해롭기 때문에 무단으로 환경에 방출되어서는 안된다.